# Țărănești
Țărănești falu Romániában, Erdélyben, Fehér megyében. Közigazgatásilag Bisztra községhez tartozik.

## Fekvése
Bisztra közelében, a Mócvidéken, Dealu Muntelui mellett fekvő település.

## Története
Ţărăneşti korábban Dealu Muntelui része volt. 1956 körül vált külön településsé 98 lakossal.
1966-ban 57, 1977-ben 84, 1992-ben 50, 2002-ben pedig 76 román lakosa volt.